# كريس برادي
كريس برادي (بالإنجليزية: Chris Brady) هو لاعب كرة قدم أمريكي، ولد في 3 مارس 2004 في نابرفيل في الولايات المتحدة.